# گاه‌شماری قبطی

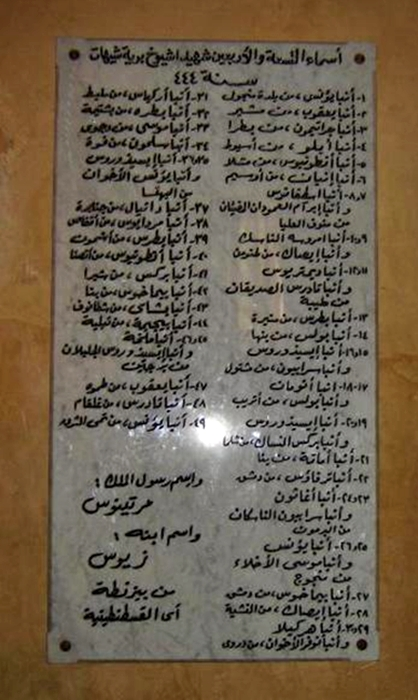
گاهشماری قِبطی نزد

گاهشماری قِبطی نزد مسیحیان قبطی مصر رواج دارد. این گاهشماری از گاهشماری قدیم مصر (فرعونی) گرفته شده‌است. تفاوت اساسی آن‌ها وجود سال کبیسه در قبطی است.
در گاهشماری قبطی سال به دوازده ماه سی روزه و پنج روز اضافه در پایان سال بخش می‌شود. قبطیان گاه این پنج روز را «ماه کوچک» خوانند. سال کبیسه هر چهار سال است و سالی‌است که به هنگ چهار هم‌نهشت سه است؛ چو ۳ و ۷ و ۱۱. در سال کبیسه پنج روزِ اضافه شش روز می‌شود. آغاز سال در اواخر تابستان است و آغاز شبانروز از فروشدن آفتاب.
قبطیان نو — چنان‌که ایشان را خوانند — مبدأ تاریخ از ۲۴ اوت ۲۸۴ میلادی یولیانی (مطابق ۲۹ اوت ۲۸۴ میلادی گریگوری) می‌دارند. این تاریخ نشستن دقلطیانوس، واپسین امپراتور غیرمسیحی روم، بر تخت است. این دقلطیانوس، مسیحیان را بسیار مورد آزار قرار داد. از این رو سال مبدأ گاهشماری قبطی را ‎۱ A.M.‎ می‌نویسند. A. M.‎ سروازهٔ Anno Martyrum است؛ یعنی سال شهیدان. ماه‌های گاهشماری در جدول زیر آورده شده‌است:
| فارسی    | قبطی بحیری    | قبطی صعیدی     |
| -------- | ------------- | -------------- |
| توت      | Ⲑⲱⲟⲩⲧ         | Ⲑⲟⲟⲩⲧ          |
| پاوی     | Ⲡⲁⲱⲡⲉ         | Ⲡⲁⲟⲡⲉ          |
| اثور     | ϩⲁⲑⲱⲣ         | ϩⲁⲑⲱⲣ          |
| کواق     | Ⲭⲟⲓⲁⲕ         | Ⲕⲟⲓⲁⲕ          |
| طوفی     | Ⲧⲱⲃⲓ          | ⲦⲱⲂⲉ           |
| ماخیر    | Ⲉⲙϣⲓⲣ         | Ⲙϣⲓⲣ           |
| فامینوث  | Ⲫⲁⲙⲉⲛⲱⲑ       | Ⲡⲁⲣⲙⲧⲡ         |
| فرموثی   | Ⲫⲁⲣⲙⲟⲩⲑⲓ      | Ⲡⲁⲣⲙⲟⲩⲧⲉ       |
| پاخون    | Ⲡⲁϣⲟⲛⲥ        | Ⲡⲁϣⲟⲛⲥ         |
| پاونی    | Ⲡⲁⲱⲛⲓ         | Ⲡⲁⲱⲛⲉ          |
| افیفی    | Ⲉⲡⲏⲡ          | Ⲉⲡⲏⲡ           |
| ماسوری   | Ⲙⲉⲥⲱⲣⲏ        | Ⲙⲉⲥⲟⲣⲏ         |
| ماه کوچک | Ⲡⲓⲕⲟⲩϫⲓ ⲛ̀ⲁⲃⲟⲧ | ⲡ⳿ⲁⲃⲟⲧ ⲛ⳿ⲕⲟⲩϫⲓ |

## تبدیل تاریخ
یکم فروردین ۱۳۸۹ برابر است با دوازدهم فامینوث ۱۷۲۶ قبطی. یکم توت ۱۷۲۷ قبطی برابر است با بیستم شهریور ۱۳۸۹. سال ۱۷۲۷ قبطی سالی کبیسه‌است. چه چو بر چهار بخش شود مانده‌اش سه می‌شود.

## فهرست منابع و مآخذ
- بیرونی، ابوریحان (۱۳۱۸)، التفهیم، به کوشش با تصحیح و مقدمه و شرح و حواشی جلال‌الدین همایی.، تهران: چاپخانهٔ مجلس

- Dershowitz, Nachum and Edward M. Reingold (2008), Calendrical Calculations (به انگلیسی) (Third edition ed.), New York: Cambridge University Press {{citation}}: |edition= has extra text (help)